# باشگاه فوتبال نورما تالین
باشگاه فوتبال نورما تالین (انگلیسی: FC Norma Tallinn) یک باشگاه فوتبال در شهر تالین، استونی بود.
این باشگاه که در سال ۱۹۵۹ تأسیس و در سال ۱۹۹۷ منحل شده‌است سابقه ۲ قهرمانی در لیگ برتر فوتبال استونی را در کارنامه دارد.

## افتخارات
- لیگ برتر فوتبال استونی: (۲)

۱۹۹۲, ۱۹۹۲–۹۳
- جام حذفی فوتبال استونی: (۱)

۱۹۹۳–۹۴
- مسابقات قهرمانی جمهوری شوروی سوسیالیستی استونی : (۵)

۱۹۶۴, ۱۹۶۷, ۱۹۷۰, ۱۹۷۹, ۱۹۸۸
- جام جمهوری شوروی سوسیالیستی استونی: (۶)[۱]

۱۹۶۲, ۱۹۶۵, ۱۹۷۱, ۱۹۷۳, ۱۹۷۴, ۱۹۸۹